# Valdemarsvik (plaats)
Valdemarsvik is de hoofdplaats van de gemeente Valdemarsvik in het landschap Östergötland en de provincie Östergötlands län in Zweden. De plaats heeft 2885 inwoners (2005) en een oppervlakte van 288 hectare.

## Verkeer en vervoer
Bij de plaats lopen de E22 en Länsväg 212.

## Geboren
- Nils Liedholm (1922-2007), voetballer